# Lepthercus
Genre
Lepthercus est un genre d'araignées mygalomorphes de la famille des Entypesidae.

## Distribution
Les espèces de ce genre sont endémiques d'Afrique du Sud.

## Liste des espèces
Selon World Spider Catalog (version 21.0, 06/07/2020) :
- Lepthercus confusus Ríos-Tamayo & Lyle, 2020
- Lepthercus dippenaarae Ríos-Tamayo & Lyle, 2020
- Lepthercus dregei Purcell, 1902
- Lepthercus engelbrechti Ríos-Tamayo & Lyle, 2020
- Lepthercus filmeri Ríos-Tamayo & Lyle, 2020
- Lepthercus haddadi Ríos-Tamayo & Lyle, 2020
- Lepthercus kwazuluensis Ríos-Tamayo & Lyle, 2020
- Lepthercus lawrencei Ríos-Tamayo & Lyle, 2020
- Lepthercus mandelai Ríos-Tamayo & Lyle, 2020
- Lepthercus rattrayi Hewitt, 1917
- Lepthercus sofiae Ríos-Tamayo & Lyle, 2020

## Publication originale
- Purcell, 1902 : New South African trap-door spiders of the family Ctenizidae in the collection of the South African Museum. Transactions of the South African Philosophical Society, vol. 11, p. 348-382 (texte intégral).